# Apoloniusz Czernów
Apoloniusz Czernów (ur. 3 stycznia 1929 w Dawiedzinach, zm. 1 lutego 2018 w Janowie Lubelskim) – polski lotnik i wojskowy, generał brygady pilot Sił Zbrojnych PRL i RP, doktor nauk wojskowych (1977).

## Życiorys

### Młodość
Urodził się w Dawiedzinach w powiecie Brasławskim, w województwie wileńskim jako syn Feliksa (1903–1939), wachmistrza Wojska Polskiego i osadnika wojskowego, oraz Marii z domu Iwanowskiej (1909–1945). Jego ojciec zginął podczas kampanii wrześniowej w czasie walk z Niemcami nad rzeką Narwią. W kwietniu 1940 jako uczeń szkoły podstawowej został deportowany z rodziną do Kazachstanu, gdzie pracował jako traktorzysta w kołchozie. Podczas zesłania zmarła jego matka. W czerwcu 1946 powrócił do kraju i podjął pracę robotnika w cukrowni w Myśliborzu. W 1949 ukończył tamtejsze Liceum Matematyczno-Fizyczne dla pracujących.

### Służba wojskowa
1 września 1949 wstąpił do Oficerskiej Szkoły Lotniczej w Dęblinie, którą skończył 15 lipca 1951. Zawodową służbę wojskową rozpoczął na stanowisku instruktora pilotażu w Oficerskiej Szkole Lotniczej nr 5 w Radomiu. Od 16 marca 1953 był dowódcą klucza w 1. eskadrze OSL Nr 5, na lotnisku w Tomaszowie Mazowieckim. W latach 1953–1956 studiował w Akademii Sztabu Generalnego w Rembertowie. Uczelnię skończył z wyróżnieniem. Po studiach został zastępcą dowódcy eskadry lotniczej w 3. pułku lotnictwa myśliwskiego we Wrocławiu, a następnie starszym nawigatorem pułku. Od 9 października 1958 do 8 października 1959 był dowódcą 3. pułku lotnictwa myśliwskiego we Wrocławiu. 9 października 1959 został starszym nawigatorem 3. Korpusu Obrony Przeciwlotniczej Obszaru Kraju we Wrocławiu. Od 22 listopada 1961 do 7 października 1968 był starszym nawigatorem Wojsk Obrony Powietrznej Kraju. Ukończył podyplomowe studia operacyjno-strategiczne w Akademii Sztabu Generalnego WP. 16 lipca 1969 został zastępcą szefa Sztabu Wojsk Obrony Powietrznej Kraju. Funkcję tę pełnił do 1 sierpnia 1972. Od 2 sierpnia 1972 był zastępcą do spraw liniowych dowódcy 3. Korpusu OPK we Wrocławiu (funkcję pełnił do 31 grudnia 1975). Od 1 stycznia 1976 do 15 lipca 1977 był ponownie zastępcą szefa Sztabu Wojsk Obrony Powietrznej Kraju.
Był głównym nawigatorem podczas defilad lotniczych 22 lipca 1964 w Warszawie i 22 lipca 1965 w Gdańsku. 
W 1977 obronił pracę doktorską w ASG WP pt. „Problemy podziału kompetencji między poszczególne szczeble dowodzenia wojsk OPK w świetle perspektywy rozwoju środków walki i automatyzacji” napisaną wspólnie z płk. Bohdanem Lipowskim i ppłk. Ryszardem Zalewskim. Promotorem pracy był płk doc. dr Jan Uchański. W grudniu 1977 Rada Naukowa Akademii Sztabu Generalnego WP w Warszawie nadała mu stopień doktora nauk wojskowych. Uchwałą Rady Państwa nr 69/78 z 5 października 1978 awansowany do stopnia generała brygady. Nominację wręczył mu 7 października w Belwederze przewodniczący Rady Państwa prof. Henryk Jabłoński. Od 15 lipca 1977 do 31 grudnia 1985 dowodził 3. Korpusem OPK. Od 2 stycznia 1986 do 2 lutego 1990 attaché wojskowy przy ambasadzie polskiej w Moskwie. Po powrocie ze służby dyplomatycznej, do 15 listopada 1991 sprawował funkcję pełnomocnika ministra obrony narodowej ds. pracowników cywilnych. Z tego stanowiska odszedł w stan spoczynku. W 1992 był konsultantem w Ministerstwie Współpracy Gospodarczej z Zagranicą.

### Emerytura
22 listopada 1994 wraz z kolegami zorganizował Oddział Warszawsko-Mazowiecki Stowarzyszenia Seniorów Lotnictwa Wojskowego RP, w którym początkowo był skarbnikiem, a od marca 1995 do listopada 1998 wiceprezesem tego oddziału. Był także członkiem Klubu Generałów WP. Pochowany został w grobie urnowym na Cmentarzu Wojskowym na warszawskich Powązkach (kwatera Q kol. 4-2-2).
Był jednym z niewielu, obok m.in. płk. Ryszarda Grundmana, oficerów Wojska Polskiego, który opowiadał o swoich spotkaniach z UFO.

### Awanse
- chorąży – 15 lipca 1951
- podporucznik – 28 kwietnia 1952
- porucznik – 27 kwietnia 1954
- kapitan – 21 lipca 1956
- major – 7 października 1960
- podpułkownik – 16 września 1963
- pułkownik – 7 października 1968
- generał brygady – 5 października 1978

## Rodzina
Miał dwóch młodszych braci, Feliksa (1933–1994) oraz Antoniego (zm. 2015)
Od 1952 żonaty z Henryką z domu Dąbrowską. Miał dwójkę dzieci: syna Aleksandra (ur. 1953) i córkę Grażynę (1954–1997).

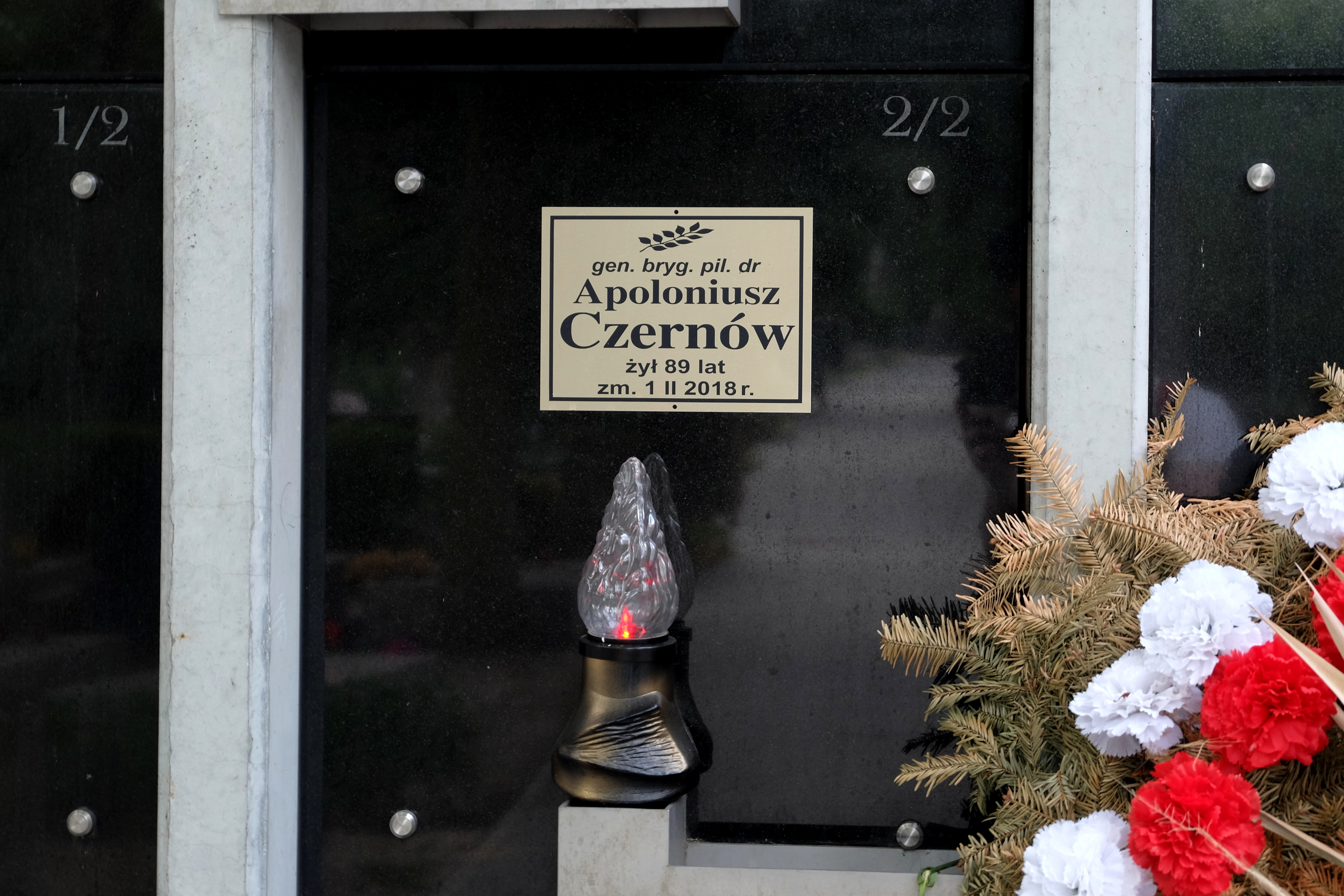
Grób gen. Apoloniusza Czernowa na Cmentarzu Wojskowym na Powązkach w Warszawie

## Odznaczenia i ordery
- Krzyż Oficerski Orderu Odrodzenia Polski (1979)
- Krzyż Kawalerski Orderu Odrodzenia Polski (1973)
- Złoty Krzyż Zasługi (1961)
- Medal 40-lecia Polski Ludowej (1984)
- Złoty Medal „Siły Zbrojne w Służbie Ojczyzny”
- Srebrny Medal „Siły Zbrojne w Służbie Ojczyzny”
- Brązowy Medal „Siły Zbrojne w Służbie Ojczyzny”
- Złoty Medal „Za zasługi dla obronności kraju”
- Srebrny Medal „Za zasługi dla obronności kraju”
- Brązowy Medal „Za zasługi dla obronności kraju”
- Złota odznaka honorowa „Za Zasługi dla Warszawy” (1978)[7]
- Medal „Za Zasługi dla Wojsk Obrony Powietrznej Kraju”
- Medal jubileuszowy „70 lat Sił Zbrojnych ZSRR” (Związek Radziecki, 1988)[8]